# José Antonio González Linares
Pour les articles homonymes, voir González et Linares.
González  Linares est un nom espagnol. Le premier nom de famille, en général paternel, est González ; le second, en général maternel, souvent omis, est Linares.
José Antonio González Linares, né le 25 avril 1946 à San Felices de Buelna, est un coureur cycliste espagnol. Professionnel de 1969 à 1979, il a notamment remporté quatre fois le Tour du Pays basque, une étape du Tour de France 1970 et a été champion d'Espagne sur route en 1970.

## Palmarès
- 1967
  - Tour de Navarre
- 1969
  - 2e de la Semaine catalane
  - 2e du Gran Premio Navarra
- 1970
  -  Champion d'Espagne sur route
  - Gran Premio Nuestra Señora de Oro
  - 7eb étape du Tour de France (contre-la-montre)
  - Gran Premio Ciudad de Vitoria
  - 2e du Tour d'Andalousie
  - 3e du Tour d'Aragon
- 1971
  - 5e étape du Tour de Majorque
  - 11eb étape du Tour d'Espagne (contre-la-montre)
  - 3e étape du Tour de La Rioja
  - 2e du Tour de Majorque
- 1972
  - Tour du Pays basque :
    - Classement général
    - 1re et 3ea (contre-la-montre) étapes

  - 17eb étape du Tour d'Espagne (contre-la-montre)
  - Tour de Cantabrie :
    - Classement général
    - 1rea et 2e étapes

  - 2eb étape du Tour de Catalogne
  - 2e étape du Tour de la Nouvelle-France
  - 2e du Tour de Catalogne
  - 3e du Tour d'Andalousie
  - 3e du Mémorial Manuel Galera
  - 5e du Tour d'Espagne
- 1973
  - Classement général du Tour du Levant
  - 3e étape des Trois Jours de Leganés
  - 2e du Tour d'Andalousie
  - 2e du Tour du Pays basque
  - 3e du Grand Prix de Biscaye
- 1974
  - 3e du Tour d'Andalousie
  - 6e du Tour d'Espagne
- 1975
  - Tour du Pays basque :
    - Classement général
    - 2ea étape (contre-la-montre)

  - 7eb étape du Tour des Asturies
  - GP Caboalles de Abajo
  - 2e du Gran Premio Nuestra Señora de Oro
  - 2e du Tour des Asturies
  - 3e de la Klasika Primavera
- 1976
  - 10e étape du Tour d'Espagne
  - 4e étape du Tour de Cantabrie
  - 1re étape des Trois Jours de Leganés
  - 2e des Trois Jours de Leganés
  - 10e du Tour d'Espagne
- 1977
  - Tour du Pays basque :
    - Classement général
    - 1reb étape

  - GP Pascuas
  - 5eb étape du Tour des Asturies (contre-la-montre)
  - 10e du Tour d'Espagne
- 1978
  - Tour du Pays basque :
    - Classement général
    - 5ea étape

## Résultats sur les grands tours

### Tour de France
2 participations
- 1970 : 56e, vainqueur de la 7eb étape (contre-la-montre)
- 1973 : 47e

### Tour d'Espagne
10 participations
- 1969 : 12e
- 1971 : vainqueur de la 11eb étape (contre-la-montre), disqualifié pour dopage
- 1972 : 5e, vainqueur de la 17eb étape (contre-la-montre)
- 1973 : abandon (16e étape)
- 1974 : 6e
- 1975 : 26e
- 1976 : 10e, vainqueur de la 10e étape
- 1977 : 10e
- 1978 : 30e
- 1979 : 33e

### Tour d'Italie
5 participations
- 1972 : abandon
- 1974 : 28e
- 1975 : 50e
- 1976 : abandon (21e étape)
- 1977 : abandon (3e étape)